# Alexkuznetsovita-(Ce)
L'alexkuznetsovita-(Ce) és un mineral de la classe dels silicats que pertany al grup de la biraïta. Rep el nom en honor del col·lector de minerals rus, Alexey M. Kuznetsov (nascut el 1962), qui va proporcionar les mostres on va ser descoberta aquesta espècie. El modificador "-(Ce)" s'afageix per mostrar la relació amb l'alexkuznetsovita-(La).

## Característiques
L'alexkuznetsovita-(Ce) és un sorosilicat de fórmula química Ce₂Mn(CO₃)(Si₂O₇). Va ser aprovada com a espècie vàlida per l'Associació Mineralògica Internacional el 2019, sent publicada l'any 2021. Cristal·litza en el sistema monoclínic. La seva duresa a l'escala de Mohs és 5.
L'exemplar que va servir per a determinar l'espècie, el que es coneix com a material tipus, es troba conservat a les col·leccions del Museu Mineralògic Fersmann, de l'Acadèmia de Ciències de Rússia, a Moscou (Rússia), amb el número de registre: 5416/3.

## Formació i jaciments
Va ser descoberta a Mochalin Log, a la localitat de Kixtim (óblast de Txeliàbinsk, Rússia), en forma de grans anèdrics de fins a 0,4 mm de diàmetre, sent l'únic a tot el planeta on ha estat descrita aquesta espècie mineral.